# Quạ nhà
Quạ nhà (danh pháp hai phần: Corvus splendens) là một loài chim trong họ Corvidae.
Đây là một loài chim phổ biến của gia đình quạ có nguồn gốc châu Á nhưng hiện được tìm thấy ở nhiều nơi trên thế giới, nơi chúng đến được thông qua tàu bè.
Giống chỉ định C. s. splendens được tìm thấy ở Pakistan, Ấn Độ, Nepal và Bangladesh và có cổ áo màu xám. Phân loài C. S. zugmayeri được tìm thấy ở những vùng khô hạn của Nam Á và Iran và có màu lông cổ rất nhạt. Phân loài C. S. protegatus được tìm thấy ở miền nam Ấn Độ, Maldives (đôi khi được tách ra là maledivicus) và Sri Lanka và có màu xám đậm hơn. C. S. insolens, được tìm thấy trong Myanmar, có lông màu tối nhất và thiếu lông cổ màu xám.

## Hình ảnh

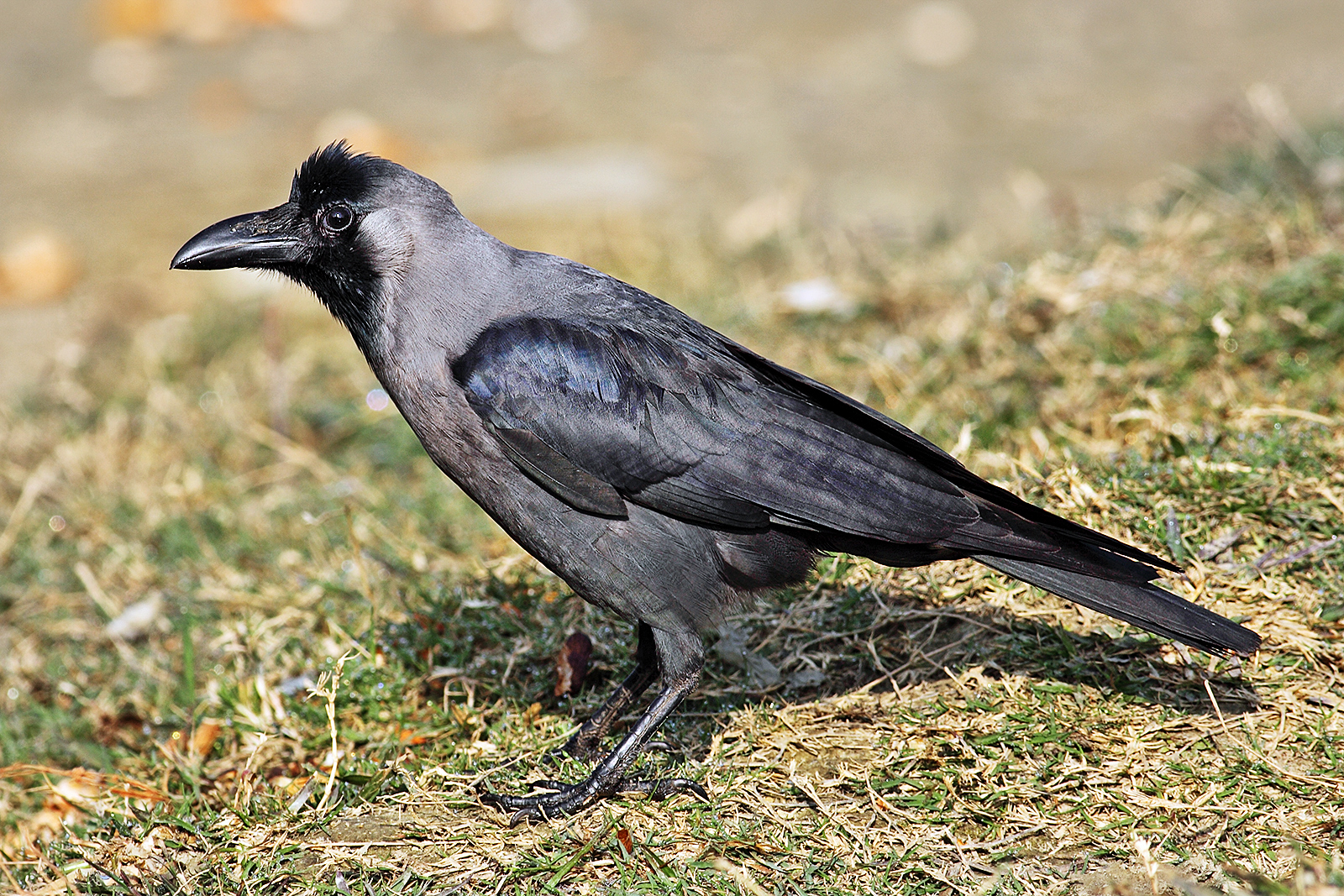
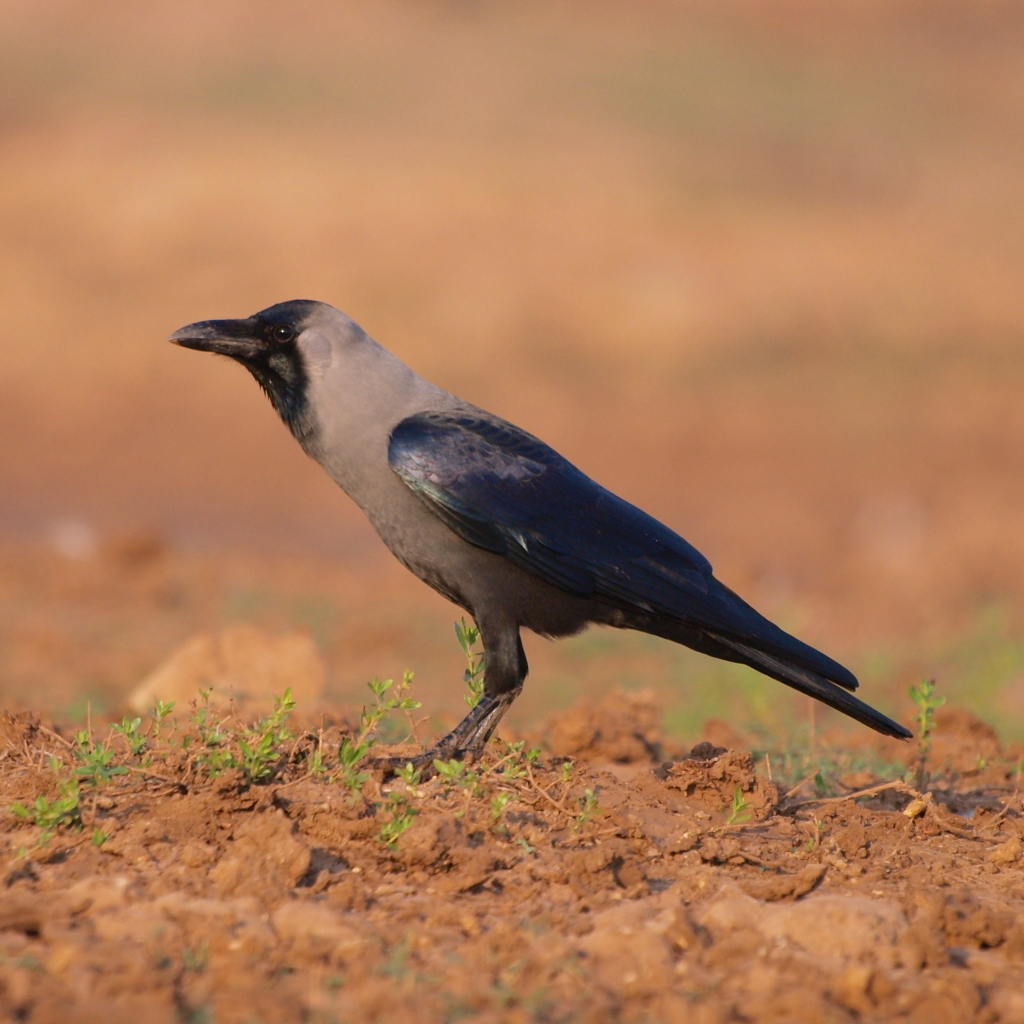
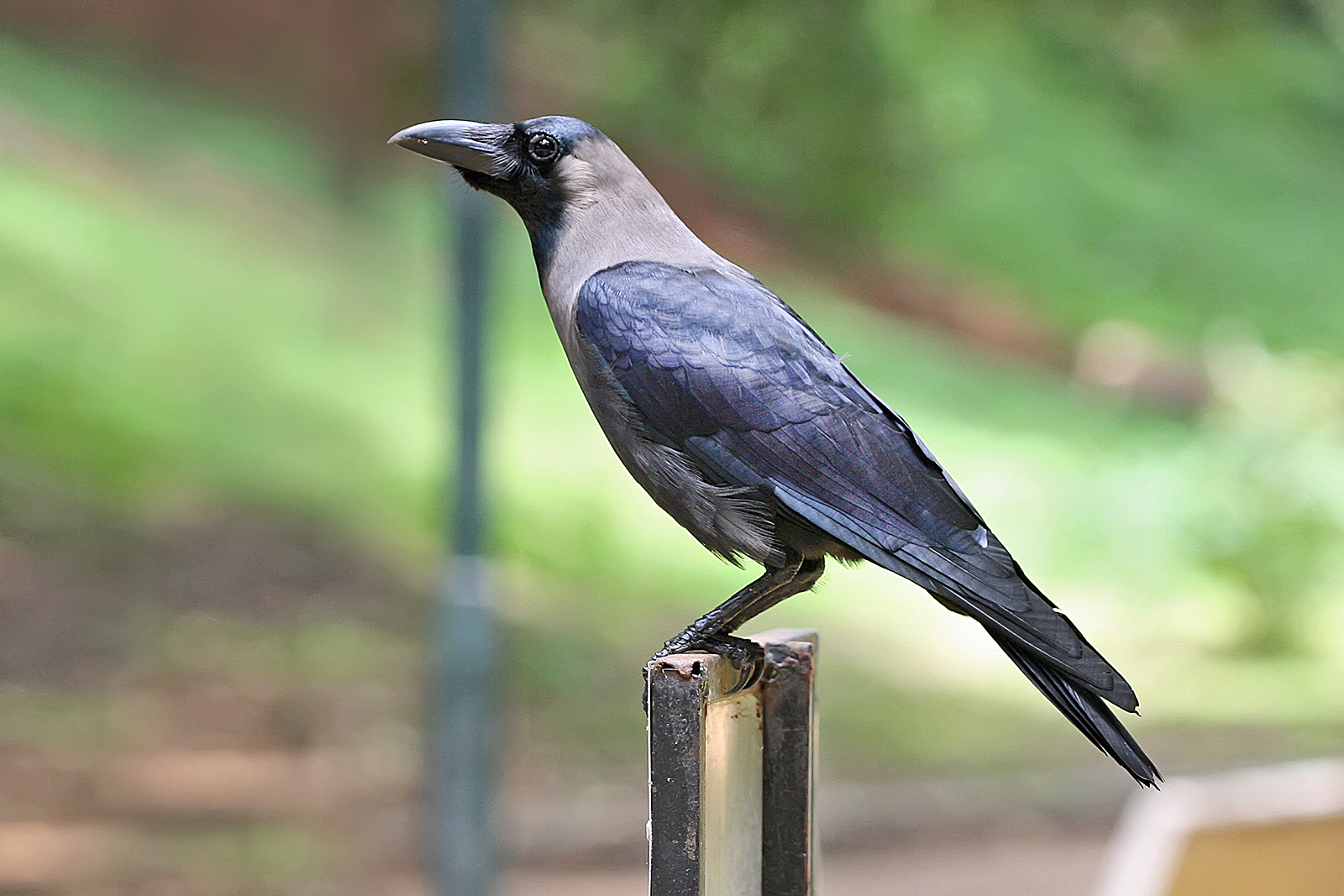
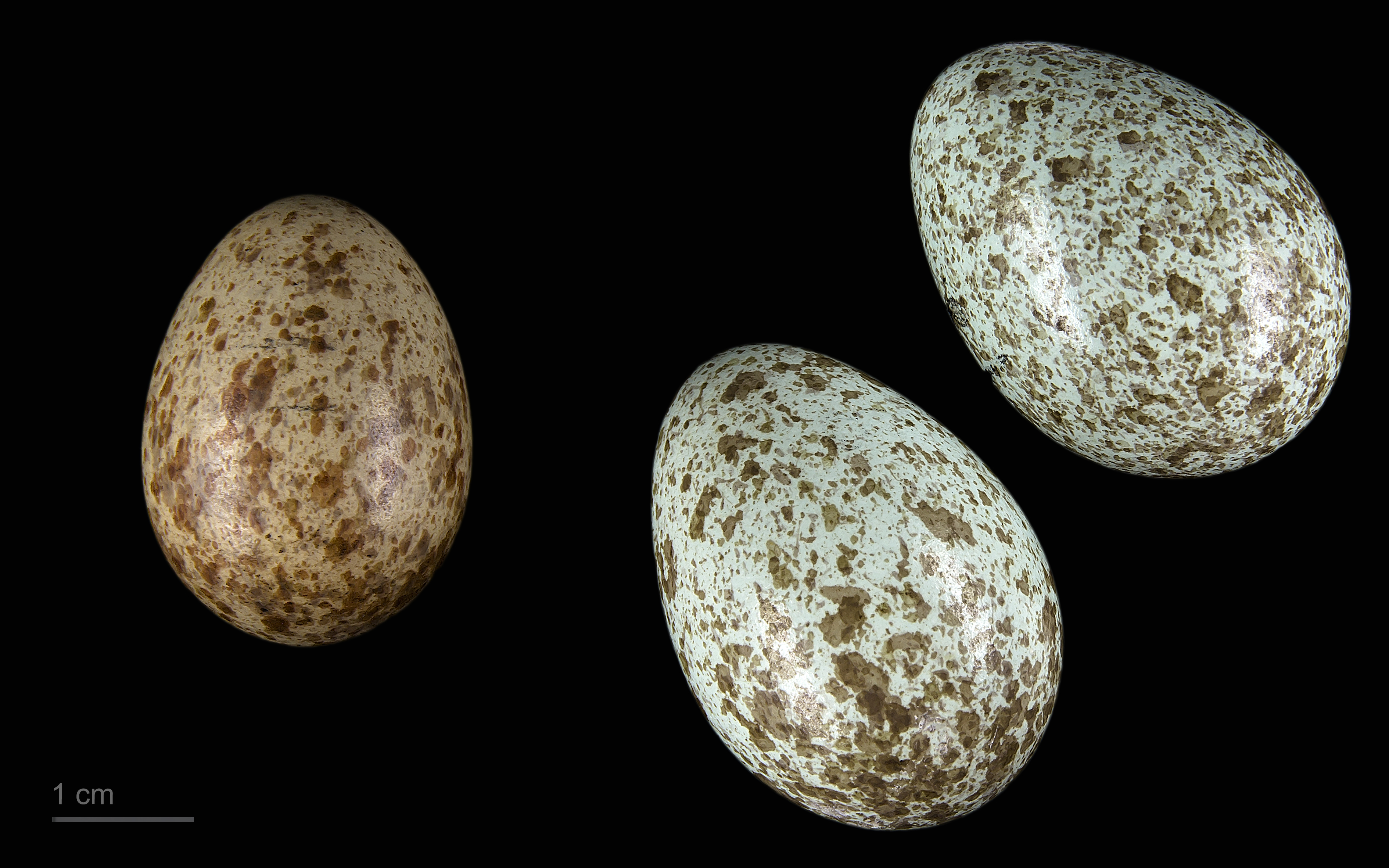
Eudynamys scolopaceus + Corvus splendens